# 築地六番神学校
築地六番神学校（つきじろくばんしんがっこう）は、アメリカ長老教会宣教師クリストファー・カロザースが築地居留地に設立した日本人牧師養成のための神学校。

## 概要
横浜公会でアメリカ・オランダ改革派教会がブラウン塾を開催して神学研究をしていた。その動きに合わせてアメリカ合衆国長老教会でも神学教育を始めるために、1875年1月5日に築地居留地6番の会堂で、築地六番神学校が開校された。ヘンリー・ルーミスの横浜第一長老教会から、石原保太郎、原猪作、篠原誾蔵、角谷省吾、南小柿洲吾の5人、カロザースの東京第一長老教会からは、戸田欽堂、田村直臣、佐野徳太郎の3人が受験し、戸田以外は合格した。教師はカロザースとO・M・グリーンが務めた。
1876年4月、カロザースが「耶蘇」の訳語問題でウィリアム・インブリーと対立して宣教師を辞任する。築地六番神学校は教職者養成のためにミッションにとって必要だったので存続し、グリーンとインブリーが神学校を引き継いだ。しかし、1877年に横浜のブラウン塾、築地のタムソン塾と合併して、築地6番の小会堂で東京一致神学校となり発展解消した。